# Xinying
Xinying (cinese tradizionale: 新營市; pinyin: Xinying Shi; tongyong pinyin: Sinying Shi; Wade-Giles: Hsin-ying Shih) è una città di Taiwan, capitale della Contea di Tainan.

L'industria più importante, alla base dell'economia cittadina, è quella della produzione dello zucchero.

## Istruzione
- Xinying Senior High School
- Nan-Kwang Senior High School
- Hsin-Kuo Senior High School

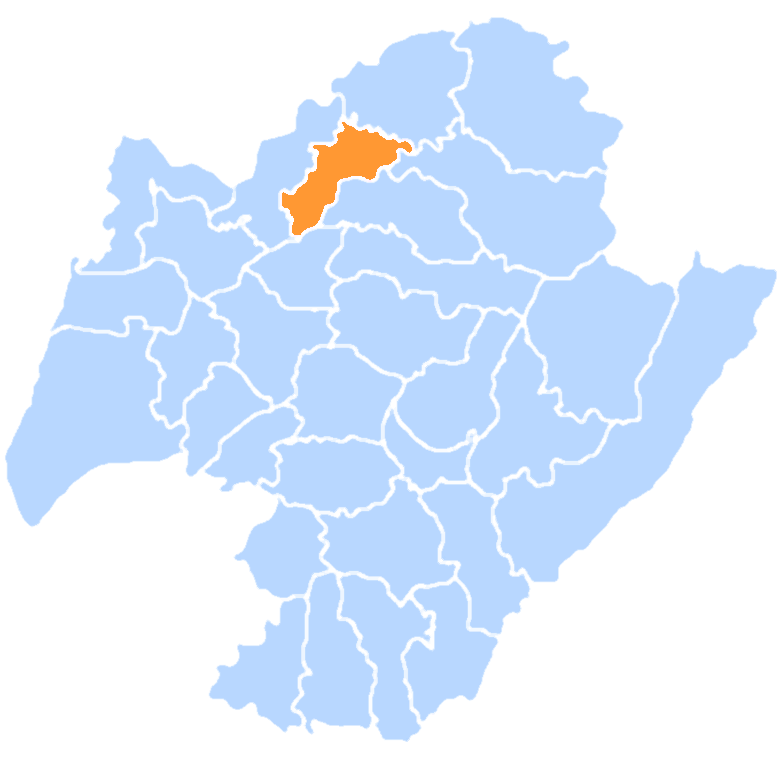
Mappa di localizzazione di Xinying all'interno della Contea di Tainan

- Yuder Industrial and Housekeeping Vocational High School

## Infrastrutture e trasporti
Xinying è attraversata dalla superstrada nazionale n.1 (國道一號) e della Linea Occidentale delle ferrovie statali (臺鐵西部幹線).